# NGC 2811
NGC 2811 ist eine Balken-Spiralgalaxie vom Hubble-Typ SBa im Sternbild Hydra südlich der Ekliptik. Sie ist schätzungsweise 97 Millionen Lichtjahre von der Milchstraße entfernt und hat einen Durchmesser von etwa 75.000 Lichtjahren.
Die Typ-Ia-Supernova SN 2005am wurde hier beobachtet.
Das Objekt wurde am 31. Dezember 1785 von dem deutsch-britischen Astronomen Wilhelm Herschel entdeckt.